# Pardès (Kabbale)
Pour les articles homonymes, voir Pardès et PaRDeS.
Le Pardès, littéralement jardin, verger, parc, qui s'apparente au mot paradis, désigne, dans la tradition de la Kabbale, un lieu où l'étudiant de la Torah peut atteindre un état de béatitude. Ce terme est tiré d'une anecdote philosophique et mystique qui trouve une explication dans le Pardes Rimonim du Rav Moshe Cordovero. Celui-ci prend l'image de quatre rabbis (Elisha ben Abouya, [Rabbi] Shimon ben Azzaï, [Rabbi] Shimon ben Zoma et rabbi Akiva) pénétrant un verger mais dont les "niveaux" respectifs de pénétration du sens des Écritures ne sont pas équivalents. Des références à cet « incident » se retrouvent dans le Talmud (Haguiga 14b, où Ben Azaï et Ben Zoma n'ont pas le titre de Rabbi), le Zohar (I, 26b) et le Tikounei Zohar (Tikun 40).
Or, dans la Kabbale — tradition mystique et ésotérique du judaïsme — l'étudiant de la Loi (la Torah) progresse en conscience à mesure qu'il étudie en profondeur les Ecritures. Le Pardès en illustre donc, de manière imagée, le cheminement intellectuel et spirituel.

## Explication kabbalistique
Dans la terminologie de la Kabbale, qui considère notamment le sens mystique de chacune des lettres composants les mots de la Torah, le Pardès est composé de quatre lettres (PRDS) invitant, chacune, à considérer un degré de lecture tant des Écritures que de l'œuvre du divin.
Si le Pardès apparaît comme un endroit physique (le mot lui-même signifiant verger), l'endroit où les quatre sages entrent ressemble peu à un verger, selon le Talmud. Ainsi, le texte ne dit pas que les quatre sages s'élevèrent mais que le Pardès leur était apparu comme s'ils s'étaient élevés. Ainsi, l'interprétation donnée du Pardès est qu'il n'est pas un lieu physique mais spirituel qui ne peut être pénétré qu'en passant d'un état de conscience à un autre plus élevé. Ici, les Rabbi utilisèrent la Kabbale comme moyen de s'élever.
Il s'agit donc du domaine réservé de la Connaissance ésotérique de la Torah. Les quatre lettres de ce mot - pé, reish, daleth et sameck - sont chacune l'initiale d'un terme hébreu qui indique les quatre niveaux d'étude des Écritures :
- Peshat, c'est-à-dire le sens littéral du texte qui ne traite que du monde sensible ;
- Remez, c'est-à-dire l’allusion / insinuation qui consiste en un niveau plus élevé de l'étude ;
- Derash, c'est-à-dire l’interprétation figurée (interprétation midrashique ou homilétique), qui est la parabole, la légende, le proverbe ;
- Sod, c'est-à-dire le Secret, qui consiste dans le niveau ésotérique traitant de la métaphysique et de la révélation des réalités surnaturelles, secrètes et mystérieuses.

Par conséquent, le Pardès est un concept permettant de faire référence aux quatre niveaux de compréhension possible de la Torah (l'Enseignement) et aux quatre branches de l'enseignement de la Torah (c'est-à-dire respectivement : le Miqra (Écritures), la Mishna (Répétition), le Talmud (Étude approfondie de la Mishna) et la Kabbale (explication ésotérique de la Torah).
Ces quatre niveaux de l'étude de la Torah correspondent, dans la logique mystique de la Kabbale, aux quatre niveaux de l'âme (Nefesh, Ruach, Neshama et Hayah).
Ainsi, le voyage vers la Torah est un voyage en soi, du monde extérieur du physique vers le monde intérieur de la spiritualité.
Entrer dans le monde de la Torah est un procédé pour entrer dans le Pardès qui est un procédé de dévoilement du message de la Torah.
Ceci donne le moyen de s'élever des mondes inférieurs vers les mondes supérieurs.
La découverte de Sod (le Secret) n'est donc rien d'autre que la découverte de son soi le plus intime mais également, dans la cosmogonie de la Kabbale, de la rectification (Tikkoun) de la création.

## Kabbale et "rationaliste"
« Le « monde à venir » est mentionné juste après ce monde parce qu'il vient juste après la mort pour chacun, avant les jours du Messie et avant la résurrection. Ceci est plus en accord avec les paroles de Maïmonide. Car selon Nahmanide, Gan Eden aurait dû être mentionné après ce monde, car c'est l'état qui vient après ce monde et non la vie dans le monde à venir, qui est la dernière étape, selon lui. Puisque Gan Eden n'est pas du tout mentionné, il semble que le terme « monde à venir » englobe toutes les étapes qui viennent après la mort. Mais il parle de « la vie dans le monde à venir », car c'est la meilleure de toutes »

— Joseph Albo, Sefer HaIkkarim
C'est un fait : les penseurs juifs rationalistes connaissaient parfaitement la Kabbale ; non seulement la Guide des perplexes de Maïmonide est une preuve incontestée, mais encore Joseph Albo évoque les temps du Messie, les corrélant avec l'expérience de Pardes : cela témoigne qu'il n'est pas utile de définir "rationaliste" un quelconque Khakham juif qui démontre aussi logiquement beaucoup de principes profonds et fondamentaux pour la religion juive ; c'est donc une définition sans honnêteté intellectuelle, les reléguant à ces philosophes auxquels par exemple Maïmonide lui-même et d'autres sages comme lui s'opposaient si intensément.
Les passages précités concernant la résurrection et le monde à venir, Olam Haba, dérivent de la traduction et de l'origine de cette expression, précisément araméenne : alma deate. Maintenant: comme le monde dont ... il doit arriver il est expliqué dans le Sefer HaIkkarim que tous seront présents mais que seuls les justes parfaits s'y délecteront, se référant ainsi aux délices de l'âme, précisément pour ceci concernant aussi le moment après la mort précisément dans le Gan Eden : selon cette perspective après la résurrection, qui en tout cas témoigne de l'éternité de l'âme, seul le juste parfait pourra jouir de sa vraie vie, déjà mentionnée en référence au Sefer Chaim... la vie du monde à venir concerne précisément la lumière divine cachée dans les premiers jours de la création pour les justes parfaits alors qu'il fallait leur donner la récompense ; les pieux des autres Nations sont cependant présents dans le monde à venir, les pécheurs aussi, bien qu'ils jouissent davantage de la partie matérielle et d'ailleurs pas de tous : cette lumière divine a toujours existé avec les justes parfaits, dans le Monde à venir comme ainsi que dans le Gan Eden.
Ainsi, le Pardes est la clé qui scelle, avec la résurrection, l'accès à la lumière divine, dont la jouissance est la plus élevée dans la vie du monde messianique à venir.

« En disant : « Il n’y a pas de récompense dans ce monde pour l’observance d’un commandement », ils entendaient que la véritable récompense pour l’observance des commandements n’est pas accordée dans ce monde, comme nous l’avons vu plus haut. Cet adage suggère que le bien corporel ne consiste pas en premier lieu à récompenser l’observance d’un commandement, mais plutôt à éloigner de l’homme l’obstacle à sa perfection. La véritable récompense appartient à l’âme. Cela devrait suffire en ce qui concerne la promesse corporelle »

— Hasdai Crescas, Or Hashem
Enfin, considérant que les justes parfaits, tels que Moïse et Aaron, ont toujours existé au sein du peuple juif d'Israël, alors l'expression araméenne alma deate désigne précisément la présence de cette lumière divine qui leur a toujours été révélée, comme d'ailleurs aussi à l'époque du Temple de Jérusalem.
Tout comme la structure artistique de la Menorah avec boutons et fleurs constitue la superposition de plusieurs niveaux, les Sefirot sont également idéalement disposées sur plusieurs niveaux ;  cela ressemble beaucoup à un œuf qui dans la Kabbale représente la providence divine, c'est-à-dire Malkut qui est le Royaume comme Sefirah qui revient à Keter, « Le début à la fin et la fin au commencement » : cette hypothèse concerne le Pardes comme une projection spirituelle d'un chemin direct vers le Tikkun qui rectifie et ramène la Création à un état de perfection. Le temple de Jérusalem est justement la représentation de la Création avec le ciel, la terre, etc. Le Pardes est donc un lieu toujours présent dans l'histoire du peuple juif et, sans le Temple aussi, il constituait une sorte de signe et de symbole véritablement vécu comme un lieu mystique confirmant la promesse messianique et prophétique de la reconstruction du Temple lui-même, à Jérusalem.

### Articles liés
- Peshat
- Quatre sens de l'Écriture
- Midrashim célèbres
- Allégorèse